# Shōhō (1935)
Shōhō (jap. 祥鳳) - japoński lotniskowiec lekki. Drugi z dwóch okrętów typu Zuihō (pierwszym ukończonym jako lotniskowiec był "Zuihō"). 
Zwodowany 1 czerwca 1935 jako "Tsurugisaki" - okręt-baza okrętów podwodnych według projektu, który zakładał łatwą przebudowę jednostki na lotniskowiec; został ukończony 15 stycznia 1939. Poczynając od stycznia 1941 roku w bazie Yokosuka dokonano jego przebudowy na lotniskowiec z jednoczesną zmianą nazwy 22 grudnia 1941 na "Shōhō". Już 26 stycznia 1942 roku "Shōhō" został skierowany do prób na morzu. Dwa miesiące później dołączył do bliźniaczego "Zuihō" tworząc 4 dywizjon lotniskowców.

## Służba bojowa

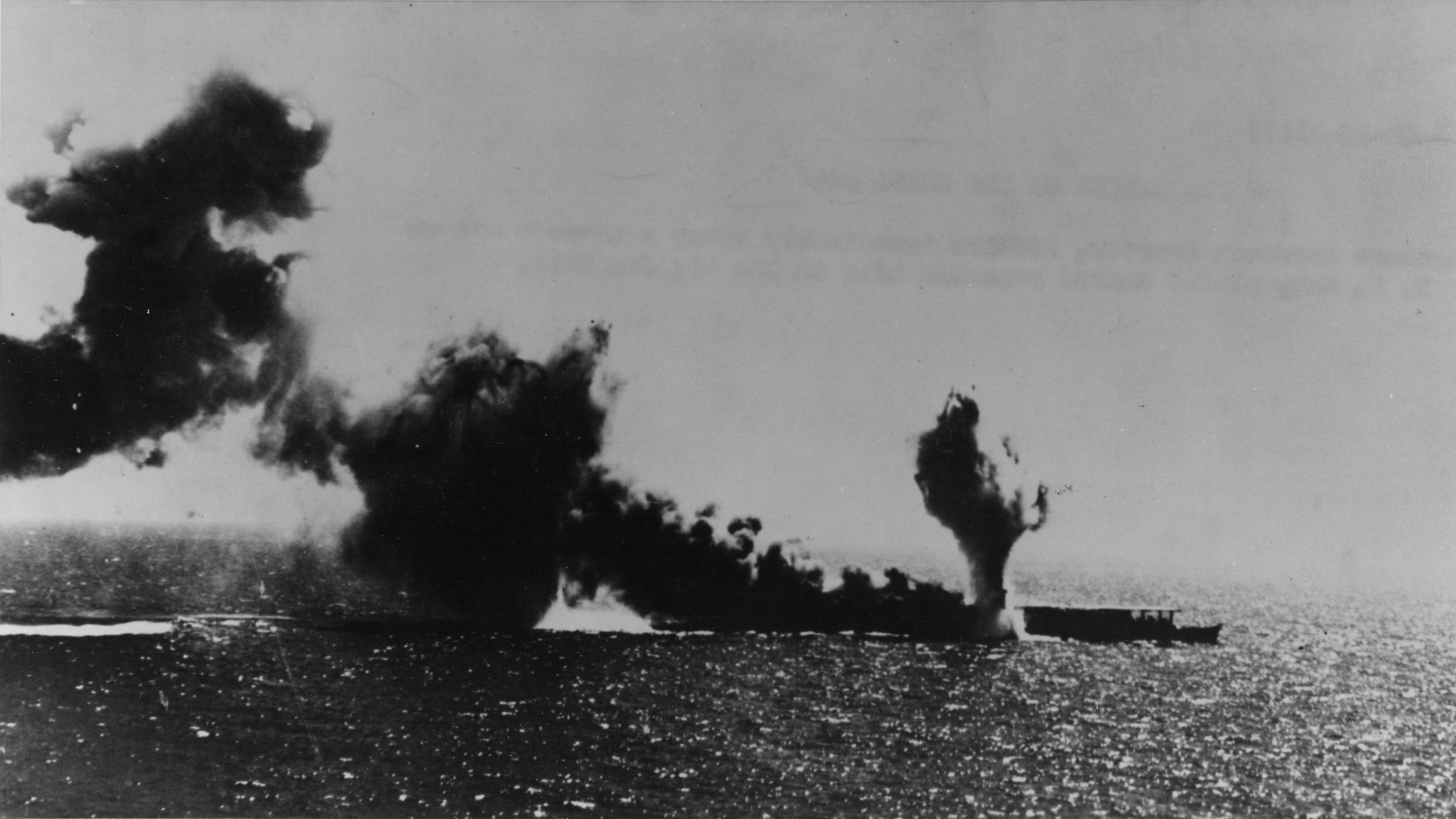
Lotniskowiec "Shōhō" trafiony torpedą w czasie bitwy na Morzu Koralowym

W chwili wybuchu wojny 4. Dywizjon lotniskowców nie był przygotowany do działań operacyjnych. Grupy lotnicze obu lotniskowców prowadziły intensywny trening w bazie Yokosuka. 
3 stycznia 1942 r. "Shōhō" opuścił bazę i siedem dni później przybył na wyspy Truk (obecnie Chuuk). Tam na pokład załadowano 4. Korpus lotniczy. Zadaniem "Shōhō" było przetransportowanie jednostki do Rabaul. 15 lutego 4. Korpus został wyładowany i okręt powrócił do Truk. Między 20 a 26 lutego "Shōhō" patrolował rejon Truk, lecz nie napotkał wroga. 
10 kwietnia 1942 przybył do bazy Yokosuka. Pomiędzy 18 a 22 kwietnia poszukiwał wrogich sił, które dokonały nalotu na Japonię (rajd bombowców B-25 startujących z lotniskowca USS "Hornet"). 
W maju 1942 "Shōhō" został przydzielony do osłony dywizjonu krążowników 4. Floty i uczestniczył w próbie opanowania Port Moresby. W tym czasie na lotniskowcu stacjonowało: 6 myśliwców, 7 bombowców i 12 samolotów torpedowych. 2 maja okręt przybył na Wyspy Salomona skąd wraz z 6. Dywizjonem krążowników wypłynął w celu realizacji operacji "MO" (bitwa na Morzu Koralowym). 3 maja wspierał działania sił desantowych podczas opanowania Tulagi. 7 maja "Shōhō" został zaatakowany przez samoloty amerykańskie należące do lotniskowców USS "Lexington" i USS "Yorktown". Po trafieniu przez 12 bomb i 7 torped, "Shōhō" zatonął o godzinie 11.35. Został przez to pierwszym lotniskowcem zatopionym podczas wojny na Pacyfiku, jednocześnie stanowił pierwszą wojskową ofiarę najnowszych amerykańskich torped lotniczych Mark 13 Mod 0.

## Grupa lotnicza
- 1942: 25 samolotów (12 torpedowo-bombowych Nakajima B5N, 7 myśliwców Mitsubishi A5M, 6 myśliwców Mitsubishi A6M)[2]